# Municipio de Jessup
El municipio de Jessup (en inglés: Jessup Township) es un municipio ubicado en el condado de Susquehanna en el estado estadounidense de Pensilvania. En el año 2000 tenía una población de 564 habitantes y una densidad poblacional de 10 personas por km².

## Geografía
El municipio de Jessup se encuentra ubicado en las coordenadas 41°49′00″N 76°00′29″O / 41.81667, -76.00806.

## Demografía
Según la Oficina del Censo en 2000 los ingresos medios por hogar en la localidad eran de $38,542 y los ingresos medios por familia eran $46,071. Los hombres tenían unos ingresos medios de $26,750 frente a los $19,643 para las mujeres. La renta per cápita para la localidad era de $17,688. Alrededor del 8,3% de la población estaban por debajo del umbral de pobreza.